# Danna Paola
Danna Paola Rivera Munguia (Cidade do México, 23 de junho de 1995) é uma atriz, cantora, modelo e compositora mexicana. Atuou em diversas novelas infantis, antes de ganhar reconhecimento mundial por sua atuação como Lucrecia "Lu" Montesinos na famosa série de televisão Élite, da Netflix.

## Início da vida
Danna Paola nasceu em 23 de junho de 1995 na Cidade do México. Ela é filha de Juan José Rivera, cantor mexicano, ex-integrante do Grupo Ciclón y Los Caminantes, e de Patricia Munguía. Concluiu o ensino médio a distância na modalidade Ciências Sociais. Ela tem uma irmã mais velha chamada Vania.

## Carreira musical

### 2001–2008: Primeiros trabalhos musicais
Em 2001, Danna foi descoberta pela Universal Music e lançou o seu primeiro álbum de estúdio, intitulado Mi Globo Azul, no mesmo ano. Danna Paola foi classificada pela Broadway como um "orgulho latino" por sua incrível extensão e habilidade vocal. Em 2002, ela foi convidada a cantar "Mensageiro da Paz" em uma cerimônia para o Papa João Paulo II.  Paola participou da trilha sonora de Amy, la niña de la mochila azul, que estreou em 23 de fevereiro de 2004 e foi um sucesso principalmente no México, Estados Unidos, Espanha, Peru, Romênia, Israel e Brasil. Ela ainda participou da turnê "En Busca del Tesoro, la historia continúa", que divulgava a telenovela. Nesse mesmo ano, lançou o seu segundo álbum de estúdio, Océano.
Em julho de 2005, apresentou o programa infantil Plaza Sésamo e lançou seu o terceiro álbum de estúdio, Chiquita pero picosa. Em agosto de 2006, lançou o seu primeiro DVD ao vivo, Danna Paola en vivo, que foi gravado no Teatro Metropólitan, teatro localizado na Cidade do México. Em 2007, gravou o seu primeiro EP autointitulado, que inclui apenas cinco músicas e mostra a evolução profissional da cantora. O projeto contém cinco canções inéditas, incluindo "Es Mejor", "Mundo de Caramelo", "El Primer Día Sin Ti", "Dame Corazón" e "De Aquí Para Allá".

### 2009–2012: Álbum homônimo
Paola participou da trilha sonora e fez parte de Atrévete a soñar, telenovela mexicana de 2009. No mesmo ano, a sua canção "Mundo de Caramelo" ganhou o prêmio de "Melhor Tema de Telenovela" no Premios Oye!. Em setembro de 2010, ela iniciou a Caramelo Tour, turnê promocional no México. Nesse mesmo ano, interpretou a canção "Que Vivan Los Niños" para a Televisa Monterrey e gravou a canção "Yo Soy Tu Amigo Fiel" com Aleks Syntek, para o filme original da Pixar, Toy Story 3. Por esta música, eles receberam uma indicação ao Premios Oye! como "Melhor Tema de Filme".
Em 2011, gravou a canção "Muero Por Ti", com a participação do cantor mexicano Luis Lauro, lançada em 3 de abril de 2011. Nesse mesmo ano, começou a trabalhar em seu quarto álbum de estúdio, gravado na Cidade do México, Los Angeles e Miami. Em 1º de fevereiro de 2011, ele lançou o single promocional, "Cero Gravedad", como uma prévia de seu quinto álbum de estúdio. Em fevereiro de 2012, ela lançou "Ruleta", o primeiro single de seu novo álbum. Em 5 de junho de 2012, lançou seu álbum autointitulado. O álbum marcou sua transição da infância para a adolescência como cantora solo. O segundo single foi "Todo Fue Un Show", composta por José Luis Roma, sócio de Río Roma. Em novembro de 2012, ela começou a Tour Ruleta no Auditório Nacional da Cidade do México, que ainda passou pelo Peru, México, Panamá, Colômbia, Estados Unidos, Chile, Uruguai, Paraguai, Bolívia e Guatemala.

### 2013–2016: Wicked e Hoy no me puedo levantar
Em janeiro de 2013, ela lançou o primeiro single da reedição de seu álbum autointitulado "No Es Cierto", em colaboração com o cantor Noel Schajris. Nesse mesmo ano, lançou "Agüita", single incluído na reedição de seu álbum homônimo. O single foi escolhido como o tema de abertura da segunda temporada da série original da MTV Latinoamérica, Niñas Mal. Em novembro de 2013, estrelou na primeira versão espanhola do americano musical, Wicked, baseado no romance de Gregory Maguire, Wicked: Memoirs of a Wicked Witch. Danna interpretou a bruxa Elphaba, o musical foi apresentado pela primeira vez em 17 de outubro de 2013. A peça foi um sucesso comercial e de crítica. Por sua personagem como Elphaba em Wicked, ela recebeu os prêmios de "Atriz Revelação em Musical Internacional" no ACPT Awards e no Festival Internacional de Teatro Héctor Azar. 
Em agosto de 2014, Paola participou do álbum Dancing Queens: A Tribute to Abba e tocou o tema "Take a Chance on Me", com artistas como Ana Victoria, Fey, Carla Morrison, Paty Cantú e o grupo Belanova. Em abril de 2015, passou a estrelar o musical, Hoy no me puedo levantar, inspirado nas canções do grupo espanhol Mecano. Em julho de 2015, gravou com o cantor mexicano Lalo Brito, no single "Mientras Me Enamoras". No ano seguinte, lançou o single promocional "Baila Hasta Caer" em colaboração com a dupla AtellaGali.

### 2017–2020: Volta à música eSie7e +
Em 2017, ela retomou ao musical Hoy no me puedo levantar. No ano seguinte, ela lançou o single "Final Feliz" como parte da trilha sonora de Élite. Em 7 de fevereiro de 2020, Paola lançou Sie7e +, uma reedição do EP Sie7e (2019). Como singles oficiais do álbum, foram lançadas anteriormente as canções "Mala Fama (Remix)", "Oye Pablo" e "Polo a Tierra" em colaboração com Skinny Happy, Yera e Trapical. No mesmo dia do lançamento, ela lançou a faixa "Sodio" como o quarto single do projeto. Tanto a letra quanto o vídeo musical da canção fazem referência à comunidade LGBT.
Em abril de 2020, ele confirmou uma colaboração com os artistas Denise Rosenthal e Lola Índigo, chamada "Santería". Em maio de 2020, lançou o videoclipe de seu single "Sola", que foi gravado com um smartphone Samsung Galaxy S20, tornando-se o primeiro videoclipe de um artista latino gravado neste formato. "Contigo", clipe publicado em 8 de maio de 2020, apresenta celebridades como Sebastián Yatra, Lali, Ester Expósito e Luísa Sonza. O dinheiro arrecadado com o vídeo foi doado para desinfetar lugares vulneráveis durante a pandemia da COVID-19. Dois meses depois, lança "No Bailes Sola" com o colombiano Sebastián Yatra. Com o convite especial de A.B. Quintanilla, Danna foi convidada a participar de uma homenagem à Selena Quintanilla nos Premios Juventud ao lado de Natti Natasha, Ally Brooke e Greeicy.

### 2021–presente:K.O.
Em 13 de janeiro de 2021, Danna Paola retorna com seu sexto álbum de estúdio chamado K.O.. Foi lançado através da Universal Music Group e Universal Music México. Como singles oficiais, foram lançadas as canções "Contigo", "No Bailes Sola", "Friend de Semana" e entre outras. Em seu perfil no Instagram, ela anunciou que o álbum saiu um dia antes da data inicial, que era 14 de janeiro, pois foi vazado por acidente nas plataformas do Spotify.

## Carreira como atriz

### 1999–2003: Primeiros anos e início de sua carreira filmográfica
A sua primeira participação na televisão foi em 1999 no programa infantil Plaza Sésamo. Sua primeira atuação na televisão foi na novela infantil Rayito de luz, na qual interpretou Lupita Lerma. Em 2001, ela conseguiu o papel de protagonista na novela infantil María Belén, onde interpretou a personagem homônima. Por sua atuação, ela ganhou o prêmio de Melhor Performance Infantil no Premios Bravo e Revelação Infantil do Ano no Premios El Heraldo de México. No Brasil, uma boneca com a imagem da atriz foi lançada pelo país.
Ela interpretou Estrella na novela infantil ¡Vivan los Niños! em 2002 e participou dos programas de televisão La Parodia e La familia P. Luche, respectivamente. No ano seguinte, foi apresentadora na seção infantil do programa de televisão Hoy. No mesmo ano, estrelou o musical Regina: un musical para una nación que despierta e interpretou a personagem de Anie na novela juvenil De pocas, pocas pulgas. No final de 2003, ela retomou seu personagem como María Belén em um episódio da primeira temporada da série de televisão La familia P. Luche.

### 2004–2008:Amy, la niña de la mochila azul,Pablo y Andreae participações
Ela interpretou Amy Granados na novela infantil Amy, la niña de la mochila azul em 2004. Nesse mesmo ano, ela fez uma participação especial como Amy Granados na telenovela Alegrijes y rebujos. Em 2004, ela estrelou seu segundo musical Anita la huerfanita. Por sua participação, ela recebeu os prêmios de "Melhor Atriz Infantil" nos prêmios Bravo e ACPT. Nesse mesmo ano, faz participação especial como Natalia Ríos na novela Contra viento y marea. Ela foi escolhido pelo produtor Lucero Suárez para prtagonizar a telenovela Paul y Andrea, com base em Las aventuras de Tom Sawyer em 2005. Nesse mesmo ano, participou na série de televisão El privilegio de mandar.
Em junho de 2007, participou do programa de televisão La hora pico e fez uma aparição especial em Objetos perdidos e na famosa comédia La familia P.Luche. Em 29 de agosto de 2007, integrou o elenco principal da novela Muchachitas como tú. No ano seguinte, ela participou da primeira temporada da antagônica série de televisão La rosa de Guadalupe. Nesse mesmo ano, interpretou Bettina Aguilar na novela dramática Querida enemiga e estreou no cinema com o filme Arráncame la vida, dirigido por Roberto Sneider.

### 2009–2016:Atrévete a soñar e Quién es quién
Em 2009, ela participaria da segunda temporada da série Mujeres Asesinas com Thalía, mas foi confirmado que ela seria a protagonista da série de televisão, Atrévete a soñar, uma adaptação da novela argentina Patito feo, onde interpretou Patricia “Patito” Peralta. A série se tornou um sucesso internacional e foi transmitida principalmente no Disney Channel. Em novembro de 2010, deu voz a Rapunzel no filme original da Disney, Tangled, fazendo a dublagem para a América Latina e colaborando na trilha sonora de filme. Em outubro de 2013, ele participou de um episódio da terceira temporada da série da televisão mexicana, Como dice el dicho.
Em março de 2015, ela dublou a personagem Tip, protagonista do filme de animação Cada Um Na Sua Casa. No mesmo ano, estrelou a novela da Telemundo, ¿Quién es quién?, interpretando a personagem Paloma, motivo pelo qual se mudou para Miami e Los Angeles para filmar a novela. Por sua personagem, foi indicada como "Atriz Favorita" no Premios Tu Mundo. 
Foi apresentadora de um documentário para a MTV Latinoamérica, sobre o grupo musical americano Fifth Harmony, em fevereiro de 2016. Nesse mesmo ano, estrelou o filme Lo más sencillo es complicarlo todo, gravado em Querétaro, Puerto Vallarta e Sayulita.
2016: La Doña
Em abril de 2016, foi chamada para interpretar Monica Hernandez personagem principal na série da Telemundo, La doña, baseada no romance do escritor venezuelano Rómulo Gallegos, Doña Bárbara.

### 2017 - 2020: José José,Élite e La Academia
Em abril de 2017, participou da série biográfica da Telemundo, José José, a história autorizada de O Príncipe da Canção, interpretando Lucero, onde compartilha créditos com Alejandro de la Madrid, María Fernanda Yepes e Itatí Cantoral. Em 2018, Paola mudou-se para a Espanha para estrelar a segunda série original espanhola da Netflix, Élite. A série estreou em 5 de outubro de 2018 em todo o mundo. Em 17 de outubro de 2018, foi confirmado que a série havia sido renovada para uma segunda temporada. Em 6 de setembro de 2019, a segunda temporada de Élite foi lançada e, finalmente, em 13 de março de 2020, a terceira temporada foi lançada. 
Naquele mesmo ano, ela foi jurada no reality show de beleza original da L'Oréal, Chica Casting, ao lado de Sheryl Rubio. Em outubro de 2019, foi confirmada como jurada da nova edição do reality show musical original da TV Azteca, La Academia. No início de 2020, ela retomou seu personagem como Mónica Hernández na segunda temporada da série Telemundo, La doña. Nesse mesmo ano, a plataforma de streaming Netflix anunciou que Paola interpretaria o tema da Viaje a la luz, a versão hispano-americana do filme de animação Más Más Más la Luna. O filme foi lançado no dia 25 de setembro.

## Discografia
- Mi Globo Azul (2002)
- Oceano (2004)
- Chiquita Pero Picosa (2005)
- Danna Paola (2012)
- Sie7e + (2020)
- K.O. (2021)

## Filmografia
| Ano     | Título                          | Personagem                        | Notas                                                |
| ------- | ------------------------------- | --------------------------------- | ---------------------------------------------------- |
| 1999    | Plaza Sésamo                    | Niña                              | Estreia na televisão                                 |
| 2000    | Rayito de luz                   | Lupita Lerma                      | Participação especial                                |
| 2001    | María Belén                     | María Belén García Marín          | Protagonista                                         |
| 2002    | ¡Vivan los niños!               | Estrella                          | Participação especial                                |
| 2002    | La Parodia                      | Danna Paola Mauri / Cristina      | Episódio: "Mundo de Juguete"                         |
| 2002–03 | La familia P. Luche             | María Belén                       | Episódio: "La novia de Ludoviquito"                  |
| 2003    | De pocas, pocas pulgas          | Anie, la sirenita                 | Atuação infantil                                     |
| 2004    | Alegrijes y rebujos             | Amy Granados / Amy Betancourt     | Atuação especial                                     |
| 2004    | Amy, la niña de la mochila azul | Amy Granados / Amy Betancourt     | Protagonista                                         |
| 2005    | Contra viento y marea           | Natalia Ríos (niña)               | Participação infantil                                |
| 2005    | Plaza Sésamo                    | Ela mesma                         | Temporada 9, episódio 804                            |
| 2005    | Pablo y Andrea                  | Andrea Saavedra                   | Protagonista                                         |
| 2005    | El privilegio de mandar         | Ela mesma                         | Esquete: "Bailando por un hueso"                     |
| 2007    | La hora pico                    | Vários papéis                     | Episódio: "285"                                      |
| 2007    | Objetos perdidos                | Anita                             | Episódio: "Objeto 8"                                 |
| 2007    | La familia P. Luche             | Niña de Oro                       | Episódio: "Niños de oro"                             |
| 2007    | Muchachitas como tú             | Paola Velásquez                   | Protagonista infantil                                |
| 2008    | La rosa de Guadalupe            | Samantha                          | Episódio: "Adiós a la calle"                         |
| 2008    | Querida enemiga                 | Bettina Aguilar Ugarte            | Protagonista juvenil                                 |
| 2009–10 | Atrévete a soñar                | Patricia "Patito" Peralta Castro  | Protagonista                                         |
| 2009–10 | Plaza Sésamo                    | Patricia "Patito" Peralta Castro  | Temporada 12, episódio 11                            |
| 2013    | Como dice el dicho              | Mayra                             | Episódio: "Los deseos se cumplen, sólo si lo deseas" |
| 2015–16 | ¿Quién es quién?                | Paloma Hernández                  | Protagonista                                         |
| 2016–20 | La doña                         | Mónica Hernández Sandoval         | Protagonista / Participação especial                 |
| 2018    | José José                       | Lucero                            | Participação especial, 11 episódios                  |
| 2018–20 | Élite                           | Lucrecia "Lu" Montesinos Hendrich | Elenco principal, 23 episódios                       |
| 2019–20 | La Academia                     | Ela mesma                         | Jurada                                               |

| Ano  | Título                              | Personagem               | Notas                   |
| ---- | ----------------------------------- | ------------------------ | ----------------------- |
| 2008 | Arráncame la vida                   | Lilia Ascencio (12 anos) | Participação infantil   |
| 2010 | Tangled                             | Rapunzel                 | Voz para Hispanoamérica |
| 2015 | Home                                | Tip                      | Voz para Hispanoamérica |
| 2018 | Lo más sencillo es complicarlo todo | Renata                   | Protagonista            |

| Ano     | Título                   | Personagem       | Notas                 |
| ------- | ------------------------ | ---------------- | --------------------- |
| 2003    | Regina                   | Regina (criança) | Protagonista infantil |
| 2004    | Anita la huerfanita      | Anita            | Protagonista          |
| 2013–15 | Wicked                   | Elphaba Thropp   | Protagonista          |
| 2015–17 | Hoy no me puedo levantar | María            | Protagonista          |

## Turnês
- En busca del tesoro, la historia continúa (Amy, la niña de la mochila azul) (2004)[79]
- El mundo mágico de Danna Paola (2004)

- Chiquita pero picosa (2005)[80]
- Navidad mágica (2005)[81]
- Atrévete a soñar, el show (2009-2010)[82]
- Camarelo Tour (2010)[83]
- Abertura de Demi Lovato no México (A Special Night with Demi Lovato) (2012)[84]
- Tour Ruleta (2013-2014)[85]
- Mala Fama Tour (2019-2020)[86]
- Noches de Mala Fama (2019)[87]
- XT4S1S Tour (2022-2023)[88]
- Danna Live (2024)